# 拉斯帕爾馬斯區
7°59′N 81°34′W / 7.983°N 81.567°W
拉斯帕爾馬斯區（西班牙語：Distrito de Las Palmas），是巴拿馬的一個行政區，位於該國中西部，由貝拉瓜斯省負責管轄，始建於1855年，面積1,015.4平方公里，2010年人口17,566，人口密度每平方公里17.3人。